# Rhaphidostegium bottinii
Rhaphidostegium bottinii là một loài rêu trong họ Sematophyllaceae. Loài này được (Breidl.) Mönk. mô tả khoa học đầu tiên năm 1927.